# International Superhits!
International Superhits! – album kompilacyjny zespołu Green Day, wydany w 2001 roku przez Reprise Records. Zawiera strony A singli wydanych w okresie między albumami Dookie i Warning. Dodatkowo zawiera 2 nowe utwory „Maria”, „Poprocks & Coke”, oraz utwór „J.A.R.” pochodzący ze ścieżki dźwiękowej do filmu Angus.
Album został wydany jednocześnie z płytą DVD zawierającą wideoklipy do większości utworów znajdujących się na płycie CD.
W czerwcu 2004 album International Superhits! uzyskał status platynowej płyty po sprzedaniu 1,2 miliona egzemplarzy na rynkach amerykańskim i brytyjskim.

## Zawartość płyty
1. utwory 1, 2 wcześniej niepublikowane
2. utwory 3-7 z albumu Dookie
3. utwór 8 ze ścieżki dźwiękowej do filmu Angus (1995)
4. utwory 9-13 z albumu Insomniac
5. utwory 14-17 z albumu Nimrod
6. utwory 18-21 z albumu Warning

## Lista utworów
1. "Maria" – 2:47
2. "Poprocks & Coke" – 2:38
3. "Longview" – 3:53
4. "Welcome to Paradise" – 3:44
5. "Basket Case" – 3:01
6. "When I Come Around" – 2:58
7. "She" – 2:14
8. "J.A.R. (Jason Andrew Relva)" (Mike Dirnt/Green Day) – 2:51
9. "Geek Stink Breath" – 2:15
10. "Brain Stew" – 3:12
11. "Jaded" – 1:30
12. "Walking Contradiction" – 2:31
13. "Stuck With Me" – 2:16
14. "Hitchin' A Ride" – 2:52
15. "Good Riddance (Time Of Your Life)" – 2:34
16. "Redundant" – 3:18
17. "Nice Guys Finish Last" – 2:49
18. "Minority" – 2:48
19. "Warning" – 3:42
20. "Waiting" – 3:12
21. "Macy's Day Parade" – 3:33